# تاشلولتوم
تاشلولتوم هي زوجة الملك الأكدي سرجون الأول العظيم والتي كانت زوجة الملك لوغال زاغيزي سي ملك اوروك السابق والتي تزوجها سرجون بعد فتحه لأوروك ومن أولادها إنهيدوانا وريموش ومانيشوتشو وشو انليل ويبايس تكال وجدة الملك نرام سين.